# ...Scusi, ma lei le paga le tasse?
...Scusi, ma lei le paga le tasse? è un film del 1971 diretto da Mino Guerrini.

## Trama
Felice Cavaterra è un siciliano trapiantato a Roma in quanto impiegato al Ministero delle finanze. È un funzionario molto bravo e benvoluto, ma l'improvviso arrivo a Roma del nipote Franco, giovane scapestrato, assunto come usciere presso il Ministero lo fa temere per la sua reputazione, infatti una serie di incidenti provocati da Franco hanno come conseguenza di degradare questi e lo zio a semplici facchini. Deciso a riconquistare le posizioni perdute, Ciccio si propone di scoprire il fortunato vincitore di una lotteria nazionale, Sarà però Franco a scoprire l'evasore, riguadagnandosi così la fiducia del superiore ed ottenendo la promozione al grado che era stato dello zio Felice.

## Produzione
Il film è ambientato a Roma. Alcune scene sono state girate nel quartiere Primavalle, in particolare in via di Boccea e in via Mattia Battistini.